# (548) Kressida
(548) Kressida ist ein Asteroid des Hauptgürtels, der am 14. Oktober 1904 vom deutschen Astronomen Paul Götz in Heidelberg entdeckt wurde. 
Der Asteroid wurde nach der trojanischen Prinzessin Cressida benannt.